# Frank Vaughn
Frank Vaughn (18 de fevereiro de 1902 - 9 de julho de 1959) foi um futebolista norte-americano. Ele competiu na Copa do Mundo de 1930, sediada no Uruguai, na qual os Estados Unidos terminou na terceira colocação dentre os treze participantes.